# Телішевський Василь Ярославович
Василь Ярославович Телішевський (19 березня 1981, м. Збараж, Тернопільська область — 17 липня 2022, Харківська область) — український військовослужбовець, солдат Збройних сил України, учасник російсько-української війни. Кавалер ордена «За мужність» III ступеня (2022, посмертно).

## Життєпис
Василь Телішевський народився 19 березня 1981 року в місті Збараж, нині Збаразької громади Тернопільського району Тернопільської области України.
Активний учасник Помаранчевої революції та Революції гідності.
У 2014—2016 роках — доброволець батальйону «Айдар». Із початком повномасштабного російського вторгнення був волонтером, а згодом підписав контракт із Збройними силами України. Купив за власні гроші автомобіль для української армії і поїхав з ним на Київщину.
Служив у полку «Десна». Брав участь в боях за Бучу, Ірпінь, Житомирську трасу. Загинув 17 липня 2022 року на Харківщині.
Похований 21 липня 2022 року в родинному місті. За заповітом частину грошей заповів на створення у Збаражі спортивного клубу.

## Нагороди
- орден «За мужність» III ступеня (5 серпня 2022, посмертно) — за особисту мужність і самовіддані дії, виявлені у захисті державного суверенітету та територіальної цілісності України, вірність військовій присязі[1].